# Emily Temple-Wood
Emily Temple-Wood (Chicago, Estados Unidos; 24 de mayo de 1994) es una editora estadounidense de la Wikipedia en inglés. Es conocida por sus esfuerzos para contrarrestar los efectos del sesgo de género en Wikipedia, en particular mediante la creación de artículos sobre mujeres científicas.

## Primeros años
Asistió a la escuela de Avery Coonley, y ganó el concurso de ortografía del Condado de DuPage de 2008. Esta victoria llevó a su participación en el Scripps Nacional de Ortografía del mismo año, en la que se mantuvo hasta los cuartos de final. A partir de 2016, es estudiante de biología y pre-medicina en la Universidad Loyola Chicago. Tiene la intención de comenzar la escuela de medicina de la Universidad del Medio Oeste (Midwestern University) a finales de este año.

## Su trabajo en Wikipedia respecto a las mujeres científicas
Recibió respaldo de la prensa nacional para la creación de artículos en Wikipedia sobre mujeres científicas, así como su activismo para aumentar su representación en la Wikipedia. Comenzó a contribuir al sitio cuando tenía 12 años, y comenzó sus esfuerzos en lo que respecta a las mujeres científicas cuando estaba en la secundaria. Cofundó Wikipedia's WikiProject Women Scientists en 2012. Comenzó a crear dichos artículos cuando se dio cuenta de que pocas mujeres que  eran miembros de la Royal Society tenían artículos de Wikipedia. Ella le dijo a la Fundación Wikimedia que la primera vez que se dio cuenta de esto, se enojó y escribió un artículo en la noche: «Yo, literalmente, me senté en el pasillo del dormitorio hasta las 2:00 AM escribiendo mi primer artículo sobre una mujer científica». Entre los artículos que ha creado, ha declarado que es el mayor orgullo del artículo sobre Rosalyn Scott, la primera mujer afroamericana en convertirse en una cirujana torácica.
También ha organizado maratones de edición en museos y bibliotecas, con el objetivo de aumentar la representación de las mujeres científicas en Wikipedia. En octubre de 2015, dijo a The Atlantic que había identificado 4.400 mujeres científicas de las que aún no se han escrito artículos en Wikipedia, a pesar de que eran lo suficientemente notables para tener uno. En marzo de 2016 tuvo atención internacional debido a su acercamiento al acoso sexual en línea que había recibido por lo que se comprometió a crear un artículo en Wikipedia acerca de una mujer científica por cada correo electrónico ofensivo que recibiera. Ella habló en BuzzFeed News y mencionó que: «Mi motivación es canalizar la frustración que siento de ser acosada en algo productivo». En mayo de 2016, le dijo a The Fader que "como wikipedista, mi respuesta natural al ver un vacío en la cobertura es comenzar un proyecto, así que eso es lo que hice con el proyecto Women Scientists. La narrativa de la historia ha estado dominada por hombres, y asegurarnos de que las biografías de las mujeres estén incluidas en Wikipedia puede ser nuestra manera de volver a incluir a las mujeres en esa narración ".

## Cargos
Es la vicepresidenta de Wikimedia DC, así como un miembro de su consejo de administración. Es también una miembro de tablero del Wiki Proyecto Med Fundación, y una Wikipedista residente en el Instituto Nacional para la Seguridad y Salud Ocupacional.